# Трауберг, Леонид Захарович
Леонид Захарович Тра́уберг (при рождении Лейзер Захарович Троуберг; 29 октября (11 ноября) 1901, Одесса — 13 ноября 1990, Москва) — советский кинорежиссёр и сценарист. Народный артист РСФСР (1987). Лауреат Сталинской премии первой степени (1941).

## Биография
Родился 29 октября (по старому стилю) 1901 года в Одессе, был старшим ребёнком в семье. Его отец, городокский мещанин Захар Дувидович (Давидович) Троуберг (1877—1932, Ленинград), был издателем и журналистом, сотрудником газет «Южное обозрение» и «Новые ведомости» (1918), впоследствии директором типографии ЛСПО (Ленинградского союза потребительских обществ) в Лештуковом переулке, дом 13; мать, Эмилия Соломоновна Вейланд (1879, Оргеев, Бессарабская губерния — 1934, Ленинград), дочь кишинёвского мещанина, была домохозяйкой. Родители заключили брак в Одессе 8 декабря 1900 года. 7 апреля 1913 года там же родители оформили развод, отец вскоре уехал в Петроград. 
Учился во Второй мужской гимназии. По переезде в Петроград семья поселилась в доме № 7, кв. 4, по Коломенской улице. В декабре 1921 года совместно с Григорием Козинцевым, Георгием Крыжицким и Сергеем Юткевичем написал «Манифест эксцентрического театра», который был провозглашён на организованном ими диспуте. В 1922 году Козинцев и Трауберг организовали Театральную мастерскую «Фабрика эксцентрического актёра» и в том же году поставили в ней эксцентрическую переработку «Женитьбы» Н. В. Гоголя. За два года они поставили ещё 3 спектакля по собственным пьесам, а в 1924 году перенесли свои эксперименты в области эксцентрической комедии в кино, преобразовав театральную мастерскую в Киномастерскую «ФЭКС».
Продолжавший театральные опыты первый короткометражный фильм Козинцева и Трауберга по собственному сценарию «Похождения Октябрины» (1924) был попыткой соединить политику (разоблачение нэпмана, помогавшего империалисту) с откровенной буффонадой и, по словам Юрия Тынянова, «необузданным собранием всех трюков, до которых дорвались изголодавшиеся по кино режиссёры». Во второй эксцентрической короткометражке «Мишки против Юденича» (1925) снимались уже не эстрадные и цирковые актёры, пришедшие вместе с режиссёрами из театра (среди них был Сергей Мартинсон), а ученики киномастерской, в том числе Сергей Герасимов, Янина Жеймо, Андрей Костричкин.
Первый полнометражный фильм Козинцева и Трауберга — романтическая мелодрама «Чёртово колесо» (1926) по сценарию Адриана Пиотровского — был снят в духе голливудских гангстерских лент. Любовь к яркой эксцентрике сочеталась в нём с убедительным показом городского быта. На этом фильме сложился постоянный творческий коллектив «фэксов»; кроме режиссёров в него вошли кинооператор Андрей Москвин и художник Евгений Еней.
В 1926 году Козинцев и Трауберг поставили фильм «Шинель» по сценарию Юрия Тынянова. Это была не экранизация Гоголя, а «киноповесть в манере Гоголя», как гласил подзаголовок. Фильм был снят и смонтирован менее чем за два месяца, при этом, по признанию Леонида Трауберга, сценарий они «шили заново». В том же году было создано киноотделение Высших государственных курсов искусствоведения. Леонид Трауберг руководил им в течение двух лет и много лет преподавал. Аркадий Райкин вспоминал:

Григорий Козинцев и Леонид Трауберг (…) были не намного старше нас, абитуриентов, но уже многое сделали в кино. Пройдя рифы эксцентризма, успели остепениться и стремительно переходили из «подающих надежды» в «мэтры». Тогда, впрочем, этот переходный период не затягивался так надолго, как в нынешнее время. Тридцатилетние метры были, скорее, правилом, чем исключением…
Вместе с Траубергом и Козинцевым в институт перешла и вся киномастерская. Фабрика эксцентрического актёра завершила своё существование. В январе 1928 года Трауберг и Козинцев были отправлены в Берлин и затем в Париж для знакомства с передовой кинотехникой. В 1929 году они сняли фильм «Новый Вавилон» о Великой французской революции. В 1931 году на экраны вышел их первый звуковой фильм «Одна», основанный на газетной заметке. В 1932 году в печати было объявлено об их работе над «большой революционной кинопоэмой в трех сериях», а в 1933 году журнал «Советское кино» опубликовал отрывки из сценария «Большевик». Так возникла кинотрилогия — «Юность Максима» в 1934 году, «Возвращение Максима» в 1937 году и «Выборгская сторона» в 1938 году. В ней фэксы почти полностью отошли от эксцентризма. Позднее Леонид Трауберг рассказывал:

После премьеры «Юности Максима» наши друзья писатели вздохнули: «Зачем вы ушли от „Шинели“ и „Вавилона“? Скрипачу незачем переходить на барабан». Спорили мы с ними крепко, но теперь понимаю: боялись они, что мы потеряем пластику наших немых картин. Потеряли. Трилогия — почти сплошь рассказ, диалог. Попытки вырваться из плена текста были, но?..
В беседе с Натальей Нусиновой он вспоминал о влиянии на трилогию Луи Фейада:

Мы разбили сценарий «Трилогии о Максиме» на сцены, каждая из которых имеет свой интерес. Так и у «Фантомаса». Каждая сцена — это очередное приключение инспектора Жюва и его ассистента Фандора, как они борются с Фантомасом. И потом Эйзенштейн мне сказал, что ему нравится название нашего фильма «Возвращение Максима», потому что мы оба — почитатели приключенческой литературы, «Возвращения Шерлока Холмса» в том числе.
В 1941 году за трилогию о Максиме Леонид Трауберг и Григорий Козинцев получили Сталинскую премию первой степени.
С 1939 года режиссёры работали над фильмом «Карл Маркс», который так и не был поставлен. В мае 1941 года они приступили к фильму о хирурге Пирогове по сценарию Юрия Германа. Уже были подобраны актёры, переписан сценарий, но съёмкам помешала война. Осенью 1941 года Леонид Трауберг был назначен художественным руководителем киностудии «Ленфильм», которую вскоре эвакуировали в Алма-Ату. 15 ноября 1941 года он был утвержден заместителем художественного руководителя Центральной объединённой киностудии художественных фильмов (ЦОКС). Читал также лекции во ВГИКе. В августе 1942 года приступил к работе над фильмом «Актриса». Сценарий был написан для другого режиссёра, но тот не стал его ставить, отказался и Григорий Козинцев. Таким образом, этот фильм пришлось снимать ему одному, как он вспоминал, безо всякого желания.
После выхода на экран фильм был раскритикован начальником Агитпропа Георгием Александровым. В докладной записке о неудовлетворительном руководстве художественной кинематографией Комитетом по делам кинематографии при СНК СССР от 21 июля 1943 года он писал:

Фильм «Актриса» (режиссёр Трауберг, авторы сценария Эрдман и Вольпин) фальшив по самому замыслу, построен на совершенно ложной, надуманной проблеме о полезности искусства в Отечественной войне. Только люди, утратившие связь с действительностью, могли разрешить к постановке и ставить столь глупый фильм.
В Алма-Ате был написан сценарий фильма «Простые люди» о жизни крупного завода, эвакуированного в Среднюю Азию. Но снимался он уже в Ленинграде, после того как студия вернулась из эвакуации. Этот фильм стал последней совместной работой Трауберга и Козинцева. В постановлении Оргбюро ЦК ВПК(б) от 4 сентября 1946 года «О кинофильме „Большая жизнь“» он был назван в числе «неудачных и ошибочных фильмов» и вышел на экран только в 1956 году.
В ходе кампании по борьбе с космополитизмом и низкопоклонством перед Западом Леонид Трауберг был объявлен «„лидером“ антипатриотической группы буржуазных космополитов в кинематографии». В статье «Разгромить буржуазный космополитизм в киноискусстве», опубликованной в газете «Правда» 3 марта 1949 года, министр кинематографии СССР Иван Большаков писал:

Будучи председателем ленинградского Дома кино, лектором и преподавателем Ленинградского университета, Трауберг в своих выступлениях и лекциях восхвалял буржуазное кино, доказывал, что наше советское киноискусство является порождением американского, что оно росло и формировалось под влиянием американских, французских, немецких режиссёров, операторов и актёров. В лекции на тему «История мирового кино» он утверждал, что в результате первой мировой войны пришедшая к киновласти Америка вызвала диалектически своим расцветом появление новых национальных кинематографий. Трауберг внушал своим слушателям, что германская кинематография оказала колоссальное влияние на кинематографию всего мира. Следы того, что немецкие картины проникли в советскую кинематографию, что немецкие операторы, так же как и актёры, оказали влияние на советских мастеров, можно, по его мнению, найти в творчестве многих советских режиссёров кино.
Так Трауберг стал на несколько лет изгоем, с которым было опасно даже поздороваться при встрече.
В 1960—1964 годах руководил сценарными мастерскими на Высших сценарных курсах. После преобразования в Высшие двухгодичные курсы сценаристов и режиссёров был Художественным руководителем, читал циклы лекции «Кинорежиссура», «Литература и кинематограф», «Режиссёрский сценарий». В 1971 году при Высших курсах сценаристов и режиссёров была создана так называемая «Бакинская мастерская» на киностудии «Азербайджанфильм». Для проведения экзаменов на киностудию выезжали представители Высших курсов. Леонид Трауберг был художественным руководителем этой мастерской.
Умер 13 ноября 1990 года. Похоронен в Москве на Кунцевском кладбище.

## Семья
Бабушка (со стороны отца) — Брайна Шмил-Дувидовна Троуберг (1851 — 3 января 1910, Одесса). Дед (со стороны матери) — Шлёма Мошкович (Соломон Моисеевич) Вейланд (1854—?), кишинёвский мещанин; бабушка — Шлима Лейзеровна Вейланд (София Лейзеровна, в девичестве Цукерман, 1855—?), дочь кишинёвского мещанина.
Братья — Илья Трауберг, кинорежиссёр; Виктор Трауберг (Вигдор Троуберг; 11 июля 1903, Одесса — 13 сентября 1974, Ленинград), сотрудник редакции журнала «Жизнь театра», впоследствии врач.
Жена (с 1924 года) — Вера Николаевна Ланде (3 февраля 1901, Одесса — 7 января 1998, Москва), танцовщица, балерина, актриса кино, дочь присяжного поверенного Николая Николаевича Ландо-Безверхова и Марии Петровны Ландо-Безверховой (урождённой Петренко). Дочь — переводчица Наталья Трауберг.

## Адреса в Ленинграде
- 1923—1929 — Коломенская улица, 7;[49]
- 1929—1931 — проспект Чернышевского, 17;
- 1932—1933 — Большой проспект Петроградской стороны, 31;
- 1934—1935 — Большая Пушкарская улица, 46;
- 1939—1941, 1944—1953 — Малая Посадская улица, 4а.

## Память
- На доме по адресу Малая Посадская улица, 4а в 1998 году была установлена мемориальная доска (архитектор В. И. Новосадюк)[50].

## Признание и награды
- Сталинская премия первой степени (1941) — за кинотрилогию о Максиме (1934, 1937, 1938)
- Заслуженный деятель искусств РСФСР (1967)
- Народный артист РСФСР (1987)
- Премия «Ника» «Честь и достоинство» за 1988 год
- орден Ленина (11.01.1935)
- орден Трудового Красного Знамени (01.02.1939) — за фильм «Выборгская сторона» (1938)
- орден Дружбы народов (15.01.1982)
- медали

## Фильмография
- 1924 — Похождения Октябрины
- 1924 — Красная газета
- 1925 — Мишки против Юденича
- 1926 — Чёртово колесо
- 1926 — Шинель
- 1927 — Братишка
- 1927 — С. В. Д.
- 1929 — Новый Вавилон
- 1931 — Одна
- 1934 — Юность Максима
- 1937 — Возвращение Максима
- 1938 — Выборгская сторона
- 1943 — Актриса
- 1943 — Юный Фриц
- 1945—1956 — Простые люди
- 1958 — Шли солдаты
- 1960 — Мёртвые души
- 1961 — Вольный ветер
- 1962 — Дикие лебеди (мультфильм, автор сценария совместно с Евгением Рыссом)
- 1990 — Леонид Трауберг. Мы были эксцентриками (ФЭКС) (документальный, режиссёр Никита Тихонов)

## Галерея
- Семейные фотографии из архива Натальи Трауберг